# Corpse Husband
Corpse Husband (нар. 8 серпня 1997 р.) — американський ютубер і музикант. Corpse найбільш відомий своєю музикою та «безликою» діяльністю на YouTube. Він особливо відомий своїми відео в жанрі horror story і летсплей контентом Among Us. Corpse не розкриває своєї особистості та обличчя. Характерною рисою його інтернет персони є глибокий низький голос.

## Раннє життя
Corpse народився 8 серпня 1997 року в Сан-Дієго, Каліфорнія, США.

## Кар'єра
У 2015 році Corpse розпочав свою кар’єру на YouTube, розповідаючи історії жахів на своєму каналі, чим він активно займався до 2020 року. Його музичний дебют відбувся у 2016 році з виходом синглу «Grim Grinning Ghost» сумісно з The Living Tombstone та Crusher P.
У червні 2020 року Corpse випустив свій дебютний сингл «Miss You!», який посів 31 місце в чарті Hot Rock & Alternative Songs. Його наступний сингл «White Tee», який був випущений того ж місяця, досяг 32 місця в тому ж чарті. У вересні 2020 року Corpse почав стриміти та записувати контент у відеогрі Among Us, що принесло йому велике визнання, і з тих пір він набрав понад 7 мільйонів підписників на YouTube. У тому ж місяці він випустив сингл «E-Girls Are Ruining My Life!» сумісно з Savage Ga$p, який приніс великий комерційний успіх Corpse у 2020 році. Пісня посіла 28 місце в чартах Болгарії, 90 місце в британському чарті синглів і 24 місце в чарті Billboard Bubbling Under Hot 100. Він також досяг понад 100 мільйонів стримів на Spotify і посів друге місце в чарті 50 пісень Spotify Viral. Пізніше в 2021 році Асоціація звукозаписної індустрії Америки надала синглу золотий статус.
У жовтні 2020 року Corpse взяв участь у стримінг-колаборації з представниками США Олександрією Окасіо-Кортез та Ільхан Омар разом із кількома іншими відомими стримерами, включаючи Disguised Toast, Cr1TiKaL та Pokimane. Колаборація включала в себе сумісну гру в Among Us в рамках ініціативи «Get-out-the-vote», ціль якої було привернути увагу до важливості голосування навиборах президента США в 2020 році. Того ж місяця він випустив сингл «Agoraphobic», який через чотири місяці дебютував під номером 21 в чарті Hot Rock & Alternative Songs.
У березні 2021 року Corpse взяв участь у пісні Machine Gun Kelly «DayWalker». 18 березня 2021 року було опубліковано музичне відео на пісню, за участю колеги з YouTube і стримера Valkyrae, яка грає роль Corpse. Композиція стала першою піснею Corpse в чарті Billboard Hot 100, дебютувавши на 88 місці, а також його другою піснею в чарті UK Singles Chart, де досягнула 53 місця.
У квітні 2021 року Corpse взяв участь у годинному благодійному стримі Among Us на The Tonight Show з Джиммі Феллоном. Учасниками були музична група The Roots, стримери Valkyrae і Sykkuno, а також актори серіалу Stranger Things Гейтен Матараццо та Ноа Шнапп. Вся виручка від благодійного стриму була спрямована до фонду Feeding America.
У вересні 2021 року Corpse випустив сингл під назвою «Hot Demon B!tches Near U!!!» сумісно з Night Lovell.
У лютому 2022 року Funimation оголосила про дебют Corpse в англійському дубляжі в ролі Одзіро Оторі в аніме-адаптації «Плем’я дев’ять» Кадзутаки Кодаки.

## Особисте життя
Corpse страждає на такі захворювання, як фіброміалгія, синдром грудної апертури та ГЕРХ, останнє з яких частково спричинило поглиблення його голосу. Він також заявив, що часто носить пов’язку на очі через навантаження від яскравості синього світла екранів.

## Фільмографія

### Телебачення
| Рік      | Шоу            | Роль         | Примітки                  | Ref.   |
| -------- | -------------- | ------------ | ------------------------- | ------ |
| 2022 рік | Плем'я дев'ять | Одзіро Оторі | Голос; Англійський дубляж | [ 21 ] |

## Дискографія

### Сингли

#### Як основний виконавець
| Назва                                                                               | Рік      | Пікові позиції в чартах | Пікові позиції в чартах | Пікові позиції в чартах | Пікові позиції в чартах | Пікові позиції в чартах | Пікові позиції в чартах | Пікові позиції в чартах | Сертифікація    | Альбом        |
| Назва                                                                               | Рік      | US Bub.                 | US Rock/alt.            | BUL                     | LTU                     | NZ Hot                  | UK                      | WW                      | Сертифікація    | Альбом        |
| ----------------------------------------------------------------------------------- | -------- | ----------------------- | ----------------------- | ----------------------- | ----------------------- | ----------------------- | ----------------------- | ----------------------- | --------------- | ------------- |
| «Miss You!»                                                                         | 2020 рік | —                       | 31                      | —                       | —                       | —                       | —                       | —                       |                 | Поза альбомом |
| «Cat Girls Are Ruining My Life»                                                     | 2020 рік | —                       | —                       | —                       | —                       | —                       | —                       | —                       |                 | Поза альбомом |
| «Cabin Fever»                                                                       | 2020 рік | —                       | —                       | —                       | —                       | —                       | —                       | —                       |                 | Поза альбомом |
| «Never Satisfied»                                                                   | 2020 рік | —                       | —                       | —                       | —                       | —                       | —                       | —                       |                 | Поза альбомом |
| «White Tee»                                                                         | 2020 рік | —                       | 32                      | —                       | —                       | —                       | —                       | —                       |                 | Поза альбомом |
| «E-Girls Are Ruining My Life!» (за участі Savage Ga$p)                              | 2020 рік | 24                      | —                       | 28                      | —                       | —                       | 90                      | —                       | - RIAA : золото | Поза альбомом |
| «Agoraphobic»                                                                       | 2020 рік | —                       | 21                      | —                       | —                       | —                       | —                       | —                       |                 | Поза альбомом |
| «Hot Demon B!tches Near U!!!» (за участі Night Lovell)                              | 2021 рік | 13                      | —                       | —                       | 38                      | —                       | 86                      | 195                     |                 | Поза альбомом |
| «Poltergeist!» (за участі OmemXiii)                                                 | 2022 рік | —                       | 20                      | —                       | —                       | 4                       | —                       | —                       |                 | Поза альбомом |
| «—» позначає запис, який не потрапив у чарти або не був випущений на цій території. |          |                         |                         |                         |                         |                         |                         |                         |                 |               |

#### Як сумісний виконавець
| Назва                                                                               | Рік      | Пікові позиції в чартах | Пікові позиції в чартах | Пікові позиції в чартах | Пікові позиції в чартах | Пікові позиції в чартах | Пікові позиції в чартах | Пікові позиції в чартах | Альбом        |
| Назва                                                                               | Рік      | US                      | US Rock/alt.            | CAN                     | IRL                     | NZ Heat.                | UK                      | WW                      | Альбом        |
| ----------------------------------------------------------------------------------- | -------- | ----------------------- | ----------------------- | ----------------------- | ----------------------- | ----------------------- | ----------------------- | ----------------------- | ------------- |
| «Grim Grinning Ghost» (The Living Tombstone сумісно з Corpse та Crusher P)          | 2016 рік | —                       | —                       | —                       | —                       | —                       | —                       | —                       | Поза альбомом |
| «DayWalker"» (Machine Gun Kelly сумісно з Corpse)                                   | 2021 рік | 88                      | 8                       | 62                      | 70                      | 9                       | 53                      | 170                     | Поза альбомом |
| «—» позначає запис, який не потрапив у чарти або не був випущений на цій території. |          |                         |                         |                         |                         |                         |                         |                         |               |